# Въстание на Ивайло
Въстанието на Ивайло (също така Селската война) е българско въстание срещу цар Константин Асен и аристокрацията му.
Въстанието възниква като съпротива срещу феодализацията на Второто българско царство, както и срещу неспособността на властта да се справи с монголската заплаха в североизточната част на България, особено в региона на Добруджа. Ивайло се доказва като способен пълководец, разбивайки войските на монголите и на царя, с което накарва аристокрацията да го направи цар.
Византийският император Михаил VIII Палеолог прави опит да се възползва от ситуацията и да помогне на аристокрацията да смаже въстанието, но Ивайло на два пъти разбива убедително войските му. Монголската намеса го накарала да избяга във важната крепост Силистра, където е обсаден. Междувременно аристокрацията използвала неговото положение и обявила Георги I Тертер за цар. Обграден от врагове и с малка подкрепа, Ивайло е принуден да избяга в двора на Ногай, но там става жертва на византийска интрига и бива убит.

## Предпоставки
След смъртта на цар Иван Асен II през 1241 г., в голямото българско царство започва упадък. Той е наследен от слаби царе, в резултат от чието управление, Никейската империя превзема части от Тракия и Македония, а Унгария превзема северозападните български земи, включително Белград и Северински Банат. Държавата не успява и да отблъсне интензивните монголски нашествия през 40-те години на 13 век, в резутат на което регентството на цар Калиман I (1241 – 1246) е принудено да плаща ежегоден данък на монголите. През периода 1256 – 57 г.страната е разтърсена от гражданска война, в която скопския болярин Константин Тих побеждава.
Неговото 20-годишно упавление обаче не довежда до стабилизиране на положението. След като си счупва крака по време на лов, той става силно зависим от своята втора съпруга – Ирина Ласкарина Асенина, която често е замесена в интригите на нейните близки във византийския двор. По-късно той дава управлението на своята трета съпруга – Мария Палеологина Кантакузина. По това време монголите постоянно нахлуват в североизточна България, унищожавайки всичко по пътя си и парализирайки икономиката. За капак феодализацията на българската държава в края на 13 век довежда до остра промяна в положението, с която ситуацията за селяните става все по-лоша. Не само селяните, но и аристокрацията и църквата започват да губят свободите си. Монголските нашествия силно разклащат основите на властта в Добруджа. Това още повече ускорява избухването на бунта, който бързо набира скорост.
В тази ситуация селянинът Ивайло от северозападна България започва да агитира населението към бунт, убеждавайки ги, че Бог му е дал знаци да поведе селяните срещу властта. Всъщност мистицизмът е използван за набиране на последователи сред религиозните селяни и въсатанието е подготвено внимателно. Хората запомнили Ивайло като „добрия цар“ – идеалният владетел, който обръща еднакво внимание на бедни и богати. Така той успява за кратко време да набере много последователи.

## Цели

### Успех в началото
Въстанието започва през пролетта или лятото на 1277 г. Бунтовниците първоначално се изправят срещу монголите, които, възползвайки се от слабостта на страната, атакували постоянно българското население. Бунтът започва в провинциите, които са най-засегнати от монголските нашествия. През лятото на същата година, войските на Ивайло разбиват монголска войска, нахлуваща от североизток. Скоро той отново разбива нашествениците. След като побеждава враг, който е мъчил българските земи десетилетия наред, неговата известност расте бързо. През есента на 1277 г. монголите са напълно изгонени от българските земи.
В края на 1277 г. Константин Асен най-накрая се изправя срещу бунтовниците. Малката му армия се движи бавно заради раната на крака му. Ивайло им устройва засада и убива много от близките на царя, а остатъкът от армията минава на негова страна. Бъдещият цар лично убива Константин Асен, като с този акт показва, че той не е направил нищо, за да запази честта си по време на битката. След този триумф Ивайло започва да превзема големите градове на страната, които го признават за цар на България. Скоро само Търново остава под контрола на царица Мария.
Смъртта на българския цар шокира византийския император Михаил VIII Палеолог, който скоро се е преместил от Константинопол в Адрианопол с цел да наблюдава по-отблизо положението в България. Той планира да използва кризата за своя собствена полза, но след като разбира, че въстанието е битка между съсловията, той решава да помогне на българската аристокрация да разбие този враг на България, а също и потенциален такъв на Византия. Михаил VIII намира подходящ претендент за българския трон – Иван, син на цар Мицо Асен, живеещ във Византия. Иван е женен за дъщеря му и се провъзгласява за цар на България под името Иван Асен III. Византийците изпращат дипломати в Търново с предложение царица Мария да отстъпи трона си, докато византийската армия настъпва на север.
Последвалите събития изненадват византийците. Мария започва преговори с Ивайло и му предлага ръката и короната си. Византийските историци я обвиняват в нарушаване на моралния дълг към съпруга си, но новината за това само озлобява чичо ѝ – Михаил VIII и засилва желанието му за власт. В началото тя иска да управлява сама, но поделянето на властта с Ивайло осигурява сина ѝ Михаил II Тих Асен като наследник на трона. Ивайло е склонен да приеме това с мотива, че Мария му дава това, което той е възнамерявал да вземе със сила. Все пак той се страхува от такова споразумение, тъй като може да се сближи с целите си и може да бъде предаден от поддръжниците си. Все пак той приема.

### Походи срещу монголите и византийците
През лятото на 1278 г. Ивайло влиза тържествено в столицата и е коронясан за цар. България е обединена под управлението на добрия цар, но проблемите на страната далеч не са решени. Византийският император продължава с опитите си да свали Ивайло и изпраща армии под водачеството на известния генерал Михаил Глава, който вече два пъти е разбил българите. Освен това той постига споразумение с монголите за нахлуване от север. Ситуацията в столицата също е лоша – Ивайло не успява да събере подкрепа сред аристокрацията и често трябва да се спасява от заговори.
В началото на новия си поход царят успява да отблъсне монголите на север от Дунав. Но всъщност по-голяма заплаха са ромеите, които атакуват по широк фронт, простиращ се от Шипченския проход до Черно море. Въпреки тактическия си талант, Михаил Глава не успява да спечели никаква победа – българските крепости в Стара планина, водени от Ивайловите войводи Момчил, Куман, Дамян, Канчо и Стан, отблъскват всичките му атаки. Борбата между българи и визанцийци е тежка, но Ивайло не пленил никого. Въпреки своя голям брой ромеите претърпяват загуба през лятото и есента на 1278 г.
След като Ивайло подсилва позициите си на юг, той трябва отново да се върне към монголите на север. Този път войната е тежка и дълга. За разлика от преди, сега селският водач се сражава с елитната войска на Ногай. Монголите побеждават и Ивайло е принуден да се укрие в крепостта Дръстър (Силистра), където е обсаден за 3 месеца. Вестта за това довела до преврат на аристократите в Търново. Приближените на Ивайло са убити, а болярите коронясват за цар Иван Асен III. Царица Мария, която е бременна от бившия цар, е свалена и изпратена на заточение в Константинопол.
След няколко месеца Ивайло успява да премине монголската блокада. Неговата армия обсажда Търново и Иван Асен III е блокиран в столицата. Михаил VIII веднага взема мерки, за да защити своя племенник, и през лятото на 1279 г. десетхилядна ромейска армия, оглавена от протовестиарий Мурин тръгва към България. На 17 юли селският водач атакувал византийците в Девина, където, въпреки че са превъзхождани числено, българите печелят. Много ромеи оставят костите си на бойното поле, а пленниците са екзекутирани по нареждане на Ивайло. Само месец по-късно императорът изпраща нова войска, командвана от протовестиарий Априн. Точното местоположение на битката не се знае – според византийските историци тя се води някъде из проходите на източна Стара планина. Въпреки това на 15 август нашествениците са разбити, а водачът им е убит. Ивайло командва войската си и в двете битки.

### Краят на въстанието
Позициите на Иван Асен III са разклатени и той е принуден да напусне Търново, докато аристократите обявяват управителя на Червен, Георги I Тертер, един от най-силните и влиятелни боляри в страната, за цар. Тези събития съкрушават Ивайло: селянинът цар трябва да се изправи срещу българските боляри с армия, чийто дух е сломен, а подкрепата му сред населението спаднала поради безкрайните войни. Със само няколко верни поддръжници, в края на 1280 г. Ивайло се принуждава да търси подкрепа в двора на хан Ногай. Макар че той донякъде се съгласил на предложенията му, накрая го убил след молба от своя съюзник, Михаил VIII.

## Последици
Макар че в края на краищата е неуспешно, въстанието постигнало една цел, която всички други селски въстания в средновековна Европа не успяват – неговият лидер става цар. Освен със своята настоятелност да наложи нов ред в интерес на обикновените хора, Ивайло е запомнен в историята като борец за справедливост, свобода и равенство. Той също е известен и сред бъдещите ръководители на бунтове и по-късно още няколко въстания на Балканите са водени от „Лъже-Ивайловци“.
За България двете десетилетия след смъртта му са най-мрачният период от упадъка на Второто българско царство, с постоянна монголска намеса във вътрешните дела на страната и сепаратизъм от страна на местни феодали в различни краища на царството. По това време ромеите окупират повечето от българските притежания в Тракия. Към 1300 г. упадъкът завършва при властта на цар Тодор Светослав.